# Opération Searchlight
Notes
Pertes civiles : entre 300 000 et 3 000 000 bengalis et environ 150 000 biharis,,,
guerre de libération du Bangladesh
L'opération Searchlight est le nom de code d'une opération militaire préparée et menée du 26 mars 1971 au 25 mai 1971 par les Forces armées pakistanaises afin de mater le mouvement nationaliste bangladais dans ce qui est, à l'époque, le Pakistan oriental,. Rétrospectivement, le Pakistan justifie l'opération en s'appuyant sur la violence anti-Bihari commise massivement par les Bangladais début mars,. Commandée par le gouvernement central du Pakistan occidental, la campagne d'origine prévoit de s'emparer de toutes les villes principales du Pakistan oriental le 26 mars, puis d'éliminer tous les opposants bengalis, tant politiques que militaires, au cours du mois suivant. Les chefs de l'armée du Pakistan occidental n'ont pas anticipé la résistance prolongée des Bengalis ni l'intervention militaire de l'Inde. La phase principale de l'opération Searchlight s'achève mi-mai 1971 avec la chute de la dernière grande ville tenue par les Bengalis. Cette opération accélère le génocide au Bangladesh, qui coûte la vie à un nombre compris entre 300 000 et 3 000 000 de Bengalis et cause la fuite de 10 millions de réfugiés vers l'Inde,. L'opération Searchlight cible notamment les élites intellectuelles et universitaires bengalis ainsi que les hindous et les musulmans nationalistes du pays : des exécutions extrajudiciaires sont perpétrées en masse. Ces massacres systématiques rendent les Bengalis furieux et les décident à déclarer leur indépendance envers l'union du Pakistan pour devenir une nation distincte : le Bangladesh.
Les grandes violences commises pendant l'opération Searchlight aboutissent, en fin de compte, à la guerre de libération du Bangladesh dans laquelle les milices de la Mukti Bahini, soutenues par l'Inde, combattent pour repousser l'armée pakistanaise hors du pays. La guerre civile prend une nouvelle ampleur au cours des mois suivants car des loyalistes du Pakistan oriental (principalement des Biharis persécutés) forment leurs propres groupes paramilitaires pour soutenir les troupes pakistanaises contre celles de la Mukti Bahini. Néanmoins, le conflit prend un tour favorable aux Bengalis après l'échec de l'opération Chengiz Khan (en), qui provoque l'intervention des forces armées indiennes dans la guerre civile ; le conflit s'achève avec la capitulation du Pakistan le 16 décembre 1971.